# 道の駅しりうち
道の駅しりうち（みちのえき しりうち）は、北海道上磯郡知内町字湯ノ里にある国道228号の道の駅である。

## 主な施設
- 駐車場
  - 普通車：53台
  - 大型車：2台
  - 身障者用：2台
- トイレ（いずれも24時間利用可能）
  - 男：大 3器、小 7器
  - 女：7器
  - 身障者用：1器
- 公衆電話：1台
- 観光案内所
- 特産品販売コーナー
- 知内町農村活性化センター
- 知内町農村公園
- 函館バス「しりうち道の駅」停留所
  - かつては「知内駅前」を名乗っていたものの、JR知内駅が廃駅となったため改称された。
- 新幹線展望塔 - 2016年（平成28年）11月22日にオープン[新聞 1]。北海道新幹線の青函トンネルや湯の里知内信号場を一望できる。

## 休館日
- 無休（4月 - 10月）
- 毎週月曜日（11月 - 3月）
- 年末年始（12月31日 - 1月3日）

## アクセス
- 国道228号
- 函館バスしりうち道の駅停留所（木古内駅前 - 松前出張所）

## 周辺
- 矢越岬
- 北海道旅客鉄道（JR北海道）北海道新幹線・海峡線湯の里知内信号場
  - 2014年（平成26年）3月14日までは、知内駅として旅客営業しており、駅舎が併設されていた。